# إيرني كاماتشو
إيرني كاماتشو (بالإنجليزية: Ernie Camacho)‏ هو لاعب كرة قاعدة أمريكي، ولد في 1 فبراير 1955 في ساليناس في الولايات المتحدة.

## وصلات خارجية
- إيرني كاماتشو على موقعبيزبول رفرنس.كوم (الدوري الرئيسي) (الإنجليزية)
- إيرني كاماتشو على موقعبيزبول رفرنس.كوم (الدوري الثانوي) (الإنجليزية)